# Internationale Vereinigung der ökologischen Landbaubewegungen
Die Internationale Vereinigung der ökologischen Landbaubewegungen (International Federation of Organic Agriculture Movements, IFOAM; seit 2015 IFOAM – Organics International) ist eine internationale Vereinigung mit dem Ziel einer weltweiten Einführung ökologischer, sozialer und ökonomisch vernünftiger Systeme, die auf den Prinzipien der ökologischen Landwirtschaft beruhen. Das Mitgliederverzeichnis 2015 umfasste rund 800 Organisationen in rund 120 Ländern.

## Geschichte
Die Vereinigung wurde 1972 vom damaligen Präsidenten des französischen Biobauernverbandes „Nature et Progrès“ gegründet. Anfangs gab es keine hierarchische Organisationsstruktur. Nur aufgrund der gesetzlichen Anforderungen an eine gemeinnützige Organisation mussten Verantwortliche festgelegt werden. Claude Aubert wurde so zum ersten Generalsekretär ernannt.  Bereits drei Jahre nach der Gründung durch die fünf Ursprungsmitglieder war die Vereinigung auf 50 Mitglieder aus 17 Nationen angewachsen. 1976 bis 1982 war Hartmut Vogtmann Generalsekretär. Aktuell (Stand 2025) ist der im Januar 2024 ernannte Ravi R. Prasad (Indien) Präsident der Organisation.
1984 wurde der inzwischen eingeführte Vorstand neu gewählt und bereitete die Anstellung eines hauptamtlichen Geschäftsführers vor. Das wurde notwendig, da die Mitgliederzahl auf über 100 angewachsen war und in den Folgejahren auf über 500 weiter anstieg. Die voranschreitende Professionalisierung wurde auch daran deutlich, dass zunehmend Mitglieder aus dem Wirtschaftsbereich (Verarbeiter, Händler) teilnahmen. In den 1990er Jahren trat die Organisation in die Zusammenarbeit mit internationalen Akteuren, allen voran die UNO und die FAO, ein. Der wissenschaftliche Austausch wird mit eigenen Konferenzen gefördert und die Aktivitäten können in speziellen Gruppen konzentriert verfolgt werden.
Der Sitz des Hauptbüros ist in Bonn-Gronau.
Die IFOAM hat, neben anderen Aktivitäten, einen Standard für ökologische Landwirtschaft und ein Rahmenwerk für Öko-Zertifizierungen entwickelt, welches richtungsweisend unter anderem für die EG-Öko-Verordnung war.

## IFOAM-Familie der Standards
Die IFOAM führte 2011 die IFOAM-Familie der Standards ein. Mit diesem Ansatz soll die Harmonisierung und Vergleichbarkeit von Biostandards und Bioverordnungen gewährleistet werden. Die IFOAM-Familie der Standards ermöglicht es, Biostandards aufgrund einer einzigen Bewertungsgrundlage – dem COROS (Common Objectives and Requirements of Organic Standards) – auf ihre Qualität und Übereinstimmung mit den Prinzipien des ökologischen Landbaus zu überprüfen. Bilaterale Abkommen zur gegenseitigen Anerkennung von Biostandards werden dadurch hinfällig und Biozertifizierung sowie internationaler Handel mit Bioprodukten werden vereinfacht.

## Verweise